# Festuca subalpina
Festuca subalpina là một loài thực vật có hoa trong họ Hòa thảo. Loài này được D.M.Chang & Skvortsov mô tả khoa học đầu tiên năm 1954.